# 真光女書院
真光女書院（しんこうじょしょいん、英語: True Light Girls' College）は、香港九龍油尖旺区油麻地に位置するキリスト教の名門中学校である。1973年に設置された。学校の略称は「真光」、「TLGC」。
初級中学（中1〜中3）と高級中学（中4〜中6）の二段階であり、高級中学までが義務教育である。

## 教育理念
To inspire students to 
Think independently, （独立的に考える）
Learn proactively,  （積極的に学ぶ）
Grow in love and （愛に包まれて育つ）
Contribute to society  （社会に貢献する）
各行の最初のアルファベットは学校の略称「TLGC」を構成する。

## 校訓
校訓「爾乃世之光」（あなたがたは、世の光である。）は、マタイによる福音書5章14節のものである。
英語：Thou art the light of the world（Matthew 5:14）

「あなたがたは、世の光である。山の上にある町は、隠れることができない。また、ともし火をともして升の下に置く者はいない。燭台の上に置く。そうすれば、家の中のものすべてを照らすのである。そのように、あなたがたの光を人々の前に輝かしなさい。人々が、あなたがたの立派な行いを見て、あなたがたの天の父をあがめるようになるためである。」
キリスト教の信仰で、人間は神のイメージとスタイルに従って作られていました。誰もが自分の価値を持ち、かけがえのない存在である。「真光」は大家族のようなものであり、生徒をキリストの愛の中で生きさせ、生徒が自分の興味を探求し、自分の強さを伸ばすことができる愛情の溢れる環境を提供している。生徒が自分の才能を発見し、自信を持って見せ、真の光のように輝くことに導きます。

## 校章
校章は、放射対称に配置された八角形の銀の星であり、ベツレヘムの星の輝きを象徴する。

## 制服
制服は水色のガウン/チャイナドレスである。髪の規定は三つ編みツインテール。

## 施設
学校の面積は約7,540平方メートルです。施設には、教室24室、音楽室、物理室、化学室、生物室、バスケットボールコート、バドミントンコート、テニス練習場、フィットネスルーム2室、特別室15室、図書室、eラーニングセンター、デジタルクリエイティブアートセンター、コンピュータールーム、語学室、学生活動センター、学生テレビスタジオ、チャペル、学校歴史室、300席の冷暖房完備の食堂と、最大900人まで収容可能な冷暖房完備の講堂があります。エアコン、コンピューター、プロジェクターは、学校全体の教室と特別室で利用できます。

## 学科
クラス：中1〜中6（各4組）

### 中1〜中2
国語、中国歴史、宗教教育（指導言語：広東語） 
北京語（指導言語：北京語） 
英語、数学、綜合科学、世界史、地理、生活と社会、コンピューター情報、音楽、体育、家政、ビジュアルアート（指導言語：英語） 

### 中3
国語、中国歴史、宗教教育（指導言語：広東語） 
北京語（指導言語：北京語）
英語、数学、物理、化学、生物、ビジネスとエコノミー、世界史、地理、コンピューター情報、音楽、体育、生活と社会、キャリアプランニング、ビジュアルアート（指導言語：英語）

### 中4〜中6
国語、中国歴史、古典文学、宗教教育（指導言語：広東語）
英語、数学、通識教育、物理、化学、生物、世界史、地理、エコノミー、企業会計と財務、情報通信技術、体育、ビジュアルアート、體育、キャリアプランニング（指導言語：英語）

## 歴代の校長
- 高文蘊（1973-1998）
- 杜耀君（1998-2008）
- 譚劍虹（2008-現在）

## 著名/優秀な卒業生
- 潘國瑜：香港の視覚効果監督，第38回アカデミー賞最優秀視覚効果賞を受賞
- 何綺蓮：何綺蓮法律事務所の代表弁護士、「中国の優秀な女性起業家100人」を受賞
- 鄧紫棋（G.E.M.）：香港の歌手。
- 趙慧珊（中国語版）（Aka）：香港の歌手、グループSuper Girlsのメンバー。
- 陳暁華（中国語版）：香港のモデル、「2018年ミス香港」優勝者、「2019年ミス國際中華」優勝者
- 張亦妍：2013年度香港中学文憑試験(DSE)の首席合格者、7科目5**(満点獲得)